# 奇利耶尼鄉
43°54′11″N 24°36′57″E / 43.90306°N 24.61583°E
奇利耶尼鄉（羅馬尼亞語：Comuna Cilieni, Olt），是羅馬尼亞的鄉份，位於該國南部，由奧爾特縣負責管轄，面積54平方公里，海拔高度49米，2007年人口3,372，人口密度每平方公里63人。